# Coprosma esulcata
Coprosma esulcata ist eine Pflanzenart aus der Gattung Coprosma in der Familie der Rötegewächse (Rubiaceae). Sie kommt endemisch nur auf zwei Inseln der im südlichen Pazifik gelegenen Marquesas-Inseln vor.

## Beschreibung

### Vegetative Merkmale
Coprosma esulcata wächst als Strauch oder kleiner Baum, der Wuchshöhen von 1,5 bis 4 Meter erreichen kann. Die Rinde von jungen Zweigen ist kahl.
Die kreuzgegenständig an den Zweigen angeordneten Laubblätter sind in einen Blattstiel und eine Blattspreite gegliedert. Der kräftige Blattstiel weist schmale Flügel auf und ist 0,4 bis 1,3 Zentimeter lang. Die einfache, dick-ledrige Blattspreite ist bei einer Länge von 6,5 bis 13 Zentimetern sowie einer Breite von 2,7 bis 6 Zentimetern elliptisch bis verkehrt-lanzettlich. Die Spreitenbasis läuft keilförmig zu, die Spreitenspitze ist zugespitzt und der Spreitenrand ist ganzrandig. Die Blattoberseite ist kahl und die -unterseite ist entlang der Blattadern striegelig behaart. Von jeder Seite der breiten Blattmittelader zweigen 8 bis 18 Seitenadern ab. Entlang der Blattmittelader kann man kleine Domatien finden, welche jedoch auch fehlen können. Die interpetiolaren Nebenblätter ähneln den Laubblättern, sind 0,3 bis 0,8 Zentimeter lang und sind etwa zur Hälfte bis zu vier Fünftel ihrer Gesamtlänge miteinander verwachsen. Sowohl Ober- als auch Unterseite der Nebenblätter ist kahl und sie haben gezähnte und mit rötlich braunen Haaren bewimperte Blattränder. Das obere Ende des Nebenblattes ist stumpf und weist ein Anhängsel auf.

### Generative Merkmale
Die seitenständigen, dreifach verzweigten, zymösen Blütenstände enthalten 6 bis 15 Einzelblüten. Das obere Ende der Blütenstände wird durch eine dreiblütige Trugdolde gebildet. Die unteren Blütenstandsverzweigungen weisen jeweils ein bis zwei Blüten auf. Die spärlich behaarten, feinen Blütenstiele sind bei weiblichen Blüten von 0,2 bis 0,3 Zentimeter lang.
Die eingeschlechtigen Blüten sind radiärsymmetrisch und fünf- oder sechszählig mit doppelter Blütenhülle.
Die fünf oder sechs Kelchblätter sind bei den männlichen Blüten glockenartig verwachsen und vom etwa 2 Millimeter langen Kelch entfallen je etwa 1 Millimeter auf die Kelchröhre und die Kelchzähne. Bei den weiblichen Blüten ist der 0,4 bis 0,8 Millimeter lange Kelch röhrenförmig. Die fünf oder sechs Kronblätter sind trichterförmig miteinander verwachsenen und die Kronröhre endet in fünf oder sechs Kronlappen. Bei den männlichen Blüten ist die Kronröhre rund 5 Millimeter und die Kronlappen etwa 2 Millimeter lang, während sie bei den weiblichen Blüten Längen von 1,8 bis 2 Millimetern bzw. 1,4 bis 1,8 Millimetern erreichen. Die an der Basis der Kronröhre inserierten Staubfäden sind etwa 0,7 Zentimeter lang. Der 0,9 bis 1,1 Zentimeter lange Griffel ist bis fast zu seiner Basis geteilt und ragt deutlich aus der Blütenkrone heraus. Die Narben sind behaart.
Die saftigen Steinfrüchte sind bei einer Länge von 0,6 bis 0,7 Zentimetern und einem Durchmesser von etwa 0,3 Zentimetern verkehrt-eiförmig bis elliptisch. Sie sind zur Reife hellrot bis rötlich orange gefärbt. An ihrer Spitze befinden sich dauerhafte Kelchzähne. Die Früchte weisen je zwei Steinkerne auf. Der Steinkern ist bei einer Länge von etwa 0,4 Zentimetern und einer Breite von 0,25 bis 0,3 Zentimetern plano-konvex und verkehrt-eiförmig bis elliptisch geformt. Jeder Steinkern beherbergt einen einzelnen Samen.

## Verbreitung
Das natürliche Verbreitungsgebiet von Coprosma esulcata liegt auf den Marquesas-Inseln im südlichen Pazifik. Coprosma esulcata ist ein Endemit, der nur auf den Inseln Ua Pou und Nuku Hiva vorkommt, wobei das Vorkommen auf Nuku Hiva bisher nur durch eine einzelne Sammlung bekannt ist.
Coprosma esulcata gedeiht in Höhenlagen von 770 bis 920 Metern. Diese Art wächst dort an steilen Hängen und entlang von Gebirgskämmen in von Wolken umhangenen Buschland und feuchten Wäldern. In diesen Wäldern wachsen unter anderem Freycinetia impavida, Metrosideros collina und Pandanus tectorius.

## Taxonomie
Die Erstbeschreibung als Psychotria esulcata erfolgte 1935 durch Forest Buffen Harkness Brown in Bernice P. Bishop Museum Bulletin. Francis Raymond Fosberg überführte diese Art als Coprosma esulcata im Jahr 1956 in Brittonia in die Gattung Coprosma.